# Federação Internacional de Esqui
A Federação Internacional de Esqui é uma organização fundada em 1924 para promover a prática de várias especialidades de esqui e coordenar as actividades internacionais relacionadas. É denotada como FIS (acrónimo da denominação em francês: Fédération internationale de ski).
A FIS é uma associação de federações nacionais, com 101 membros em 2005. Tem sede em Oberhofen am Thunersee na Suíça. É a organizadora oficial dos campeonatos mundiais e das copas do Mundo de todas as especialidades do esqui.
Actualmente a FIS ocupa-se de várias modalidades desportivas relacionadas com esquis:
- Esqui cross-country ou esqui de fundo
- Salto de esqui
- Combinado nórdico (ver Campeonato Mundial de Esqui Nórdico)
- Esqui alpino (ver Campeonato Mundial de Esqui Alpino, Copa do Mundo de Esqui Alpino)
- Esqui acrobático ou freestyle (ver Campeonato Mundial de Esqui Acrobático)
- Snowboard (ver Campeonato Mundial de Snowboard)
- Esqui de velocidade
- Grasski (esqui na grama)
- Rollerski
- Telemark

No biatlo, disciplina afim ao esqui nórdico combina-se o esqui de fundo com o tiro. Esta modalidade não é da competência regulatória da FIS. A actividade internacional do biatlo é regulada pela International Biathlon Union.

## Federações membros de países lusófonos
- Confederação Brasileira de Desportos na Neve
- Federação Portuguesa de Esqui